# Сяхоу Юань
Сяхо́у Юа́нь (кит. 夏侯渊, пиньинь Xiàhóu Yuān; ? — 219) — китайский государственный деятель, военный эпохи Троецарствия. Генерал и родственник Цао Цао, основателя династии Вэй. Двоюродный брат полководца Сяхоу Дуня. Участвовал в кампаниях против Лю Бэя, Сунь Цюаня и Люй Бу. Посмертное имя — князь Минь.

## Биография
Сяхоу Юань происходил из уезда Цяо удела Пэй.
В 190 году отозвался на призыв Цао Цао уничтожить диктатора Дун Чжо. Вскоре стал генералом. В битвах всегда вырывался вперёд, постоянно находился в опасных местах. Был мастером внезапных атак и манёвров, что породило поговорку: «генерал Сяхоу Юань преодолевает пятьсот миль за три дня, а тысячу миль — за шесть».
В 211 году участвовал в битве при перевале Тун, в которой разбил войска Ма Чао и Хань Суя. Руководил завоеванием Гуаньчжунской равнины и подчинением провинции Лян. Использовал тактику выжженной земли и превентивных ударов в борьбе с частями Хань Суя, состоявшими из племён цян. Смог выманить его на бой на открытой местности и разбил наголову. Заставил племена цян присягнуть Цао Цао.
Несмотря на смелость и воинственность, был неосмотрителен, что вызывало волнение Цао Цао. По неосторожности попал в ловушку противника и погиб на горе Динцзюнь от рук полководца Лю Бэя — Хуан Чжуна. В связи с этим Цао Цао потерял провинцию Ханьчжун.

## Заблуждения
Роман "Троецарствие" создал миф о том, что братья Сяхоу Дунь и Сяхоу Юань являлись кровными родственниками Цао Цао. Легенда гласит, что отец Цао Цао, Цао Сун, был беспризорником из рода Сяхоу, подобранным евнухом Цао Тэном. Когда в 2008 году гробница Цао Цао была найдена, ученые смогли провести анализ ДНК Цао Цао и установить, что скорее всего Цао Сун был усыновлен внутри клана Цао, а не происходил из другого. 